# Johannes ter Schure
Johannes Gerardus (Jan) ter Schure, S.D.B. (Steenwijkerwold, 21 juni 1922 - Nijmegen, 11 april 2003) was hulpbisschop van Roermond (1984-1985) en bisschop van Den Bosch (1985-1998).

## Kerkelijke loopbaan

### Salesiaan en priester
In 1943 trad hij op 21-jarige leeftijd in bij de Salesianen van Don Bosco. Tussen 1947 en 1951 studeerde hij theologie in Italië. Op 1 juli 1951 werd hij priester gewijd. Na zijn priesterwijding werd hij meteen in Den Haag te werk gesteld.
In 1957 werd hij overste van de Salesianen in Rijswijk en Den Haag en in 1961 provinciaal overste. Vervolgens vertrok hij naar Rome, van waaruit hij jaren werd uitgezonden naar ontwikkelingslanden, om zich in te zetten voor de missie.
Op 1 juni 1978 benoemde monseigneur Gijsen van het bisdom Roermond hem tot vicaris-generaal.
Niet pater Ter Schure, wél diens opvolger als provinciaal van de salesianen, pater drs. Ad van Luyn S.D.B. (en later bisschop van Rotterdam), nam deel aan de Nederlandse Bisschoppensynode in 1980.

### Hulpbisschop
Paus Johannes Paulus II benoemde hem op 4 oktober 1984 tot hulpbisschop van Roermond en titulair bisschop van Sigus. Op 1 december van dat jaar ontving hij zijn bisschopswijding uit handen van bisschop Gijsen, kardinaal Castillo Lara S.D.B. en bisschop Castermans. Hij werd daarmee de eerste 'noorderling', niet-Limburger, voor dit ambt in Roermond. Als wapenspreuk koos Ter Schure het bekende motto van zijn ordestichter Don Bosco: 'Da mihi animas', Geef mij zielen.

### Bisschop van 's-Hertogenbosch
Nog geen twee maanden later, op 31 januari 1985 benoemde paus Johannes-Paulus II hem tot bisschop van ’s-Hertogenbosch; opnieuw een novum, want al zijn voorgangers waren echte 'Brabanders' geweest. De dekens van het bisdom waren niet ingenomen met de benoeming van Ter Schure en de Bossche Vereniging Pastoraal Werkenden gaf de raad om de bisschop te isoleren en te negeren.
Pal na de benoeming bracht de paus zijn bezoek aan Nederland, ook aan 's-Hertogenbosch. Met de pasbenoemde Ter Schure aan zijn zijde reed de paus in zijn pausmobiel langs de met veel dranghekken afgezette vrijwel verlaten straten naar de Sint-Jansbasiliek. Daar verzekerde de paus de gelovigen dat de benoeming wel degelijk de juiste was.
In een tijd van hevige polarisatie ondervond de als rechtlijnig gekarakteriseerde bisschop veel tegenwerking uit modernistische hoek en gelovigen rond de Acht-Mei-beweging. Ook binnen zijn bisdom ’s-Hertogenbosch lagen dekens, priesters en vrijwilligers dwars. Later ebde de tegenstand weg. Johannes Ter Schure heeft het Bossche bisdom in 1987 een eigen seminarie gegeven: het Sint-Janscentrum, zoals ook collega Gijsen ruim tien jaar eerder had gedaan in Rolduc.

### Emeritaat
Op 13 juni 1998 ging hij met emeritaat. Bij zijn afscheid zei hij: „Ik ben zuur gekomen, maar zoet gegaan.” Na zijn emeritaat woonde hij als pastoor in Alphen aan de Maas. De laatste maanden van zijn leven werd hij verpleegd in het kloosterverzorgingshuis Berchmanianum in Nijmegen. Hij overleed er op 11 april 2003 en werd bijgezet in de crypte van de Bisschopskapel op begraafplaats Orthen.

## Ter Schure en seksueel misbruik in de kerk
- Ter Schure werd beschuldigd  tussen 1948 en 1953 een jongen van het internaat in Ugchelen misbruikt hebben.[3] In het grootste deel van genoemde periode verbleef Ter Schure echter niet in Ugchelen, hetgeen het onwaarschijnlijk maakt dat de beschuldiging waar zou zijn.[4][5]
- Ter Schure legde als bisschop een geheim archief aan over problematische geestelijken. Dat archief verdween spoorloos.[3]